# 연동 (제주시)
연동(連洞)은 제주특별자치도 제주시의 행정동, 법정동이다. 면적은 12.32km2이며,  인구는 외국인을 제외하고 2010년 12월 31일을 기준으로 17,345세대 41,332명에 이른다.

## 개요
연동은 1979년에 형성된 신흥 관광도시로서 동측에는 민오름이 있고, 중심에는 광이오름 일대를 제주의 생태공원으로 조성한 한라수목원이 있어 인근 주민들과 많은 관광객들이 삼림욕을 즐길 수 있으며, 남조순오름 기슭으로 한라수목원에 이르는 산책로는 현대인들의 심신을 풀어 주는 명소가 되고 있다.
또한 베두리오름을 공원화한 삼무공원이 있어 인근 주민들이 아침 운동을 즐기고, 철도가 없는 제주에 어린이 학습용으로 박정희 대통령이 기증한 기차가 있어 유치원 어린이들의 학습장으로도 활용되고 있다.
2006년 7월 1일에는 제주특별자치도가 출범함에 따라 제주시 연동이 되었다.

## 관광
- 민오름
- 광이오름
- 남조순오름
- 베두리오름
- 한라수목원
- 삼무공원
- 삼다공원
- 누웨마루

## 주요 시설

### 방송국
- 제주문화방송

### 주거

#### 아파트
- 남해종합건설 제주 연동 남해오네뜨 (연동) : 2019년 11월 입주.